# USS Columbia (SSN-771)
Za druga plovila z istim imenom glejte USS Columbia.
USS Columbia (SSN-771) je jedrska jurišna podmornica razreda los angeles.